# Ophion longigena
Ophion longigena är en stekelart som beskrevs av Carl Gustaf Thomson 1888. Ophion longigena ingår i släktet Ophion och familjen brokparasitsteklar. Arten är reproducerande i Sverige. Inga underarter finns listade i Catalogue of Life.